# Electrochelifer mengei
Electrochelifer mengei är en spindeldjursart som beskrevs av Beier 1937. Electrochelifer mengei ingår i släktet Electrochelifer och familjen tvåögonklokrypare. Inga underarter finns listade i Catalogue of Life.